# 黑谷友香

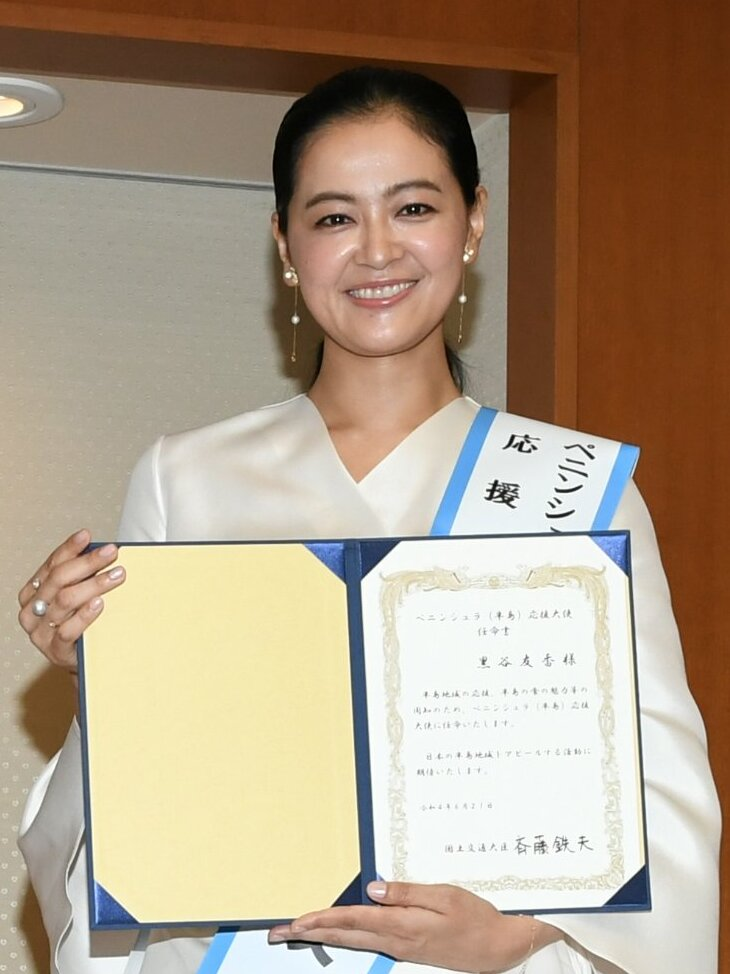
2022

黑谷友香（日语：／ Kurotani Tomoka，1975年12月11日—），大阪府堺市出身，隸屬Space Craft的日本女演員。金蘭短期大學畢業。

## 演出

### 電視劇
- 沙粧妙子-最後の事件-（1995年、富士電視台）- 飾演 沙粧美代子
- 変[HEN]（1996年・朝日電視台）- 飾演 滝川美優
- 透明人間（1996年、日本電視台）- 飾演 倉澤清美
- ドラマ新銀河・ようこそ青春金物店（1996年、NHK綜合）
- はみだし刑事情熱系パート1 - 2（1996年 - 1998年、朝日電視台）- 飾演 麻生たまき巡查
- ウイークエンドドラマ いとしの未来ちゃん 第8話「ひまわり I GIRASOLI」（1997年、朝日電視台）
- 木曜劇場 ミセスシンデレラ（1997年、富士電視台）- 飾演 吉井由佳
- 戀愛世紀 大結局（1997年、富士電視台）
- 心療内科医・涼子（1997年、日本電視台）- 飾演 川村杏奈
- せつない「カミング・ホーム」（1998年、朝日電視台）- 主演
- 外科医・夏目三四郎（1998年、朝日電視台）- 飾演 小谷美衣
- 金曜エンタテイメント スチュワーデス刑事（1999年、富士電視台）- 飾演 日向理惠子
- ズッコケ三人組（1999年、NHK教育）- 飾演 若林雪子
- 金曜日の恋人たちへ（2000年、TBS）- 飾演 宮田瞳
- 愛をください（2000年、富士電視台）- 飾演 木場靜江
- ストレートニュース（2000年、日本電視台）- 飾演 黑崎はるか
- 永遠の仔（2000年、日本テレビ）- 飾演 真木廣美
- ビッグウイング（2001年、TBS）- 飾演 澤田美樹
- 非婚家族（2001年、富士電視台）- 飾演 野口セリナ
- 昔の男（2001年、TBS）- 飾演 伊藤沙多子
- 天国への階段（2002年、日本電視台）- 飾演 杉田由香利
- ドレミソラ（2002年、TBS）- 主演 安西美空
- 赤ちゃんをさがせ（2003年、NHK綜合）- 飾演 加加見五月
- 怪談新耳袋 第77話「百物語の取材」（2003年、BS-i）- 主演
- 恋する日曜日「STILL I'M IN LOVE WITH YOU」（2003年、BS-i）- 主演
- ホットマン（2003年、TBS）- 飾演 坂本雪水
- ホットマン2（2004年、TBS）- 飾演 坂本雪水
- 讓愛看得見（2004年、富士電視台）- 飾演 高泉諒子
- 生物彗星WoO（2006年、BS hi）- 飾演 葛城シオン
- 特命!刑事どん亀（2006年、TBS）- 飾演 速水真理
- 新幹線ガール（2007年7月4日、日本電視台）- 飾演 佐野翠
- 小螢的青春（2007年、日本電視台）- 深雪
- 美ら海からの年賀状（2007年12月、富士電視台）- 菅原麗子
- 徳川風雲録 八代将軍吉宗（2008年、東京電視台）- 繪島
- 土曜ドラマ『フルスイング』（2008年1月19日 - 、NHK）- 飾演 阿部佐和子
- 土曜時代劇『鞍馬天狗』 第3話（2008年1月31日、NHK綜合）- 飾演 お喜代
- 新・科捜研の女SP「真夜中の大爆発!狙われた京都サミット!!SPがSPを射殺!? 」（2008年3月13日、朝日電視台）- 飾演 警備部SP・久保望
- 日本電視台開局55周年特別記念電視劇『東京大空襲』（2008年3月17日－18日、日本電視台）- 飾演 梅澤千代子
- 你不是犯人吧? 第1話「二重密室殺人の彼女」（2008年4月11日、朝日電視台）- 飾演 市原ミキ
- 電視劇8 乙女のパンチ（2008年、NHK綜合）- 飾演 森田夏子
- 晨間劇 糸子的洋裝店（2011年－2012年、NHK綜合）- 飾演 紗英
- 格雷斯的履歷（2023年、NHK BS Premium）- 飾演 藤木紗江
- 聽我的電波吧 第6話（2023年5月26日、朝日電視台）- 飾演 大祝香
- 追踪者游戏 W职权骚扰的上司是我的前女友（2024年1月8日 -2024年2月27日 ，東京電視台）-飾演 吕麻美
  - 第二季  追踪者游戏W2 美丽的仙女们（2024年9月19日－，东京电视台）- 飾演 吕麻美

## 電影
- 魔界轉生（2003年）
- 导盲犬小Q（2004年）
- 甲賀忍法帖（2005年）
- 極道之妻 Neo（2013年6月8日公開）
- 推理要在晚餐後（2013年）
- 一代茶聖千利休（2013年）
- 不眠的珍珠（2015年）